# 브루지오 나선형 고가교
브루지오 나선형 고가교(Brusio spiral viaduct) 또는 브루지오 원형 고가교(Brusio circular viaduct, 이탈리아어: Viadotto elicoidale di Brusio, 독일어: Kreisviadukt Brusio)는 베르니나 철도의 단일 트랙 9 아치형 돌 나선형 철도 고가교이다. 1908년 7월 1일에 처음 문을 열었다.
세계 유산에 등재된 베르니나 철도의 핵심 구조물인 이 철도는 스위스 그라우뷘덴주의 브루지오 근처에 있으며 지정된 최대 7% 이내로 해당 위치에서 철도의 기울기를 제한하도록 건설되었다. 이 다리는 래티셰 철도의 건축학적 하이라이트 중 하나로 간주된다.

## 위치
브루지오 나선형 육교는 브루지오와 캄파시오 사이의 베르니나 철도 구간의 일부를 형성한다. 브루지오 바로 남쪽에 있으며, 생모리츠에서 약 54km 떨어져 있다.

## 역사

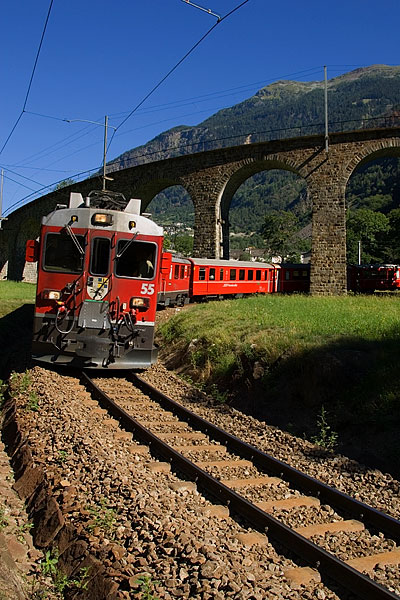
고가교 아래를 통과하는 차량

베르니나 철도를 건설하는 동안 엔지니어들은 경로와 특징이 최대한 자연경관을 따라야 하고 가능한 한 불필요한 복잡성을 피하면서 적응해야 한다고 결정했다. 그들은 또한 여객과 화물 운송 모두에 적합한 노선을 원했기 때문에 랙 앤 피니언 철도 건설을 기피하기로 결정했다. 랙 시스템의 채택은 대형 열차의 운행을 불가능하게 하여 화물 열차의 노선 사용을 효과적으로 방지할 수 있었다. 또한 노선이 계곡 위치를 제공하므로 경로가 계곡 바닥 위의 높이에 따라 달라지는 것이 바람직했다. 브루지오 나선형 육교 건설을 주도한 것은 그러한 결정이었다.

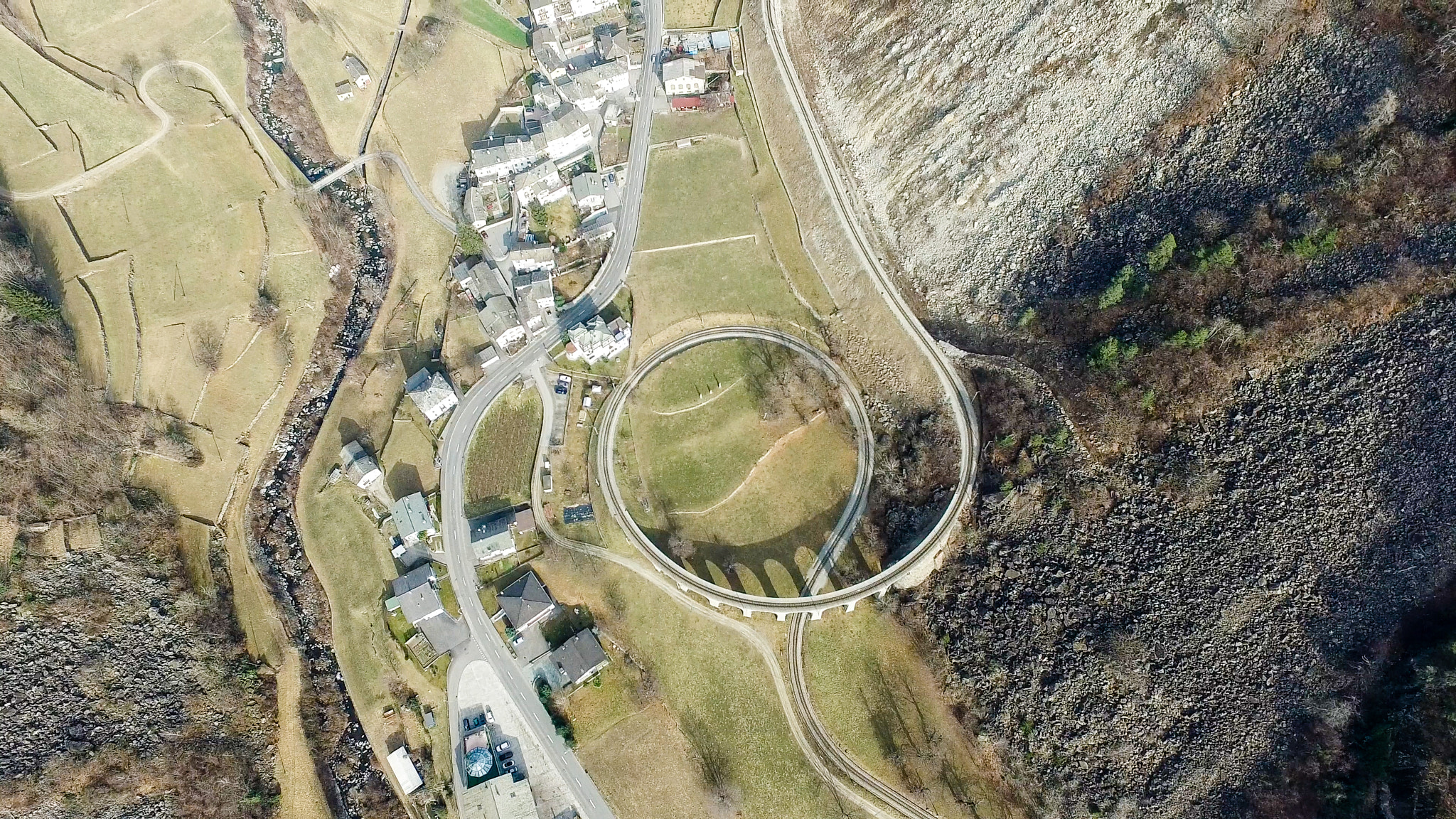
위에서 본 나선형 고가교와 철로

철도의 경사도를 최대 7%로 제한하기 위해 브루지오 바로 남쪽에 나선형 육교가 필요하여 기차가 올라가는 길에 미끄러지거나 내려가는 길에 통제할 수 없게 되었다. 이 부지에 육교 건설은 원래 계획되지 않았다. 대신, 나선형 터널은 한 지점에서 건설될 예정이었다. 그러나 지역적인 지질학적 요인으로 인해 그러한 터널의 천공이 낙담되었다. 따라서 이 노선의 엔지니어는 50~70m 반경의 360도 곡선을 구성하기로 결정했다. 이 곡선은 고가교가 곡선의 일부를 형성하는 계곡 바닥에서 올라간다.
나선형 고가교는 길이가 110m이고, 수평 곡률반경이 70m이고, 길이 방향 경사가 7%이며, 각각 길이가 10m인 9개의 경간으로 구성되어 있다. 나선형 구성은 기존 곡선과 비교하여 상승률을 최대화하는 동시에 스위치백 대안의 불편함을 피한다. 합리적인 곳이면 어디에서나 건설을 위해 현지 자재를 조달했다.
1908년 7월 1일 베르니나 철도의 티라노-포스키아보 구간 개통과 함께 육교가 개통되었다. 1943년에 베르니나 철도 전체가 래티셰 철도에 인수되었다. 이 회사는 현재까지 나선형 육교를 가로질러 서비스를 계속 소유하고, 운영하고 있다. 나선형 육교가 운반하는 서비스는 지역 무역 목적뿐만 아니라 관광업도 촉진한다. 2008년부터 나선형 고가교는 나머지 경로와 함께 유네스코 세계 문화 유산으로 지정되었다.

## 같이 보기
- 아치교
- 베르니나 익스프레스
- 래티셰 철도